# Ipomoea indica
Ipomoea indica, coneguda com a campanetes de jardí, és una espècie de distribució neotropical de la família de les convolvulàcies.
És una liana perennifòlia de tija verda i llarga, molt fullosa i que s'estén en grans superfícies. Les fulles són cordades o trilobulades. La flor apareix a la primavera i estiu, és lila, molt gran, vistosa i té forma de campaneta. Per la seva facilitat de propagació i vistositat de les flors s'ha utilitzat freqüentment com a planta ornamental.
És originària de la regió tropical d'Amèrica i de Hawai. Actualment es troba dispersa arreu del món degut al seu ús com a planta ornamental. Als països catalans es pot trobar naturalitzada en camps abandonats i marges de torrents. A Portugal, Nova Zelanda, Califòrnia, Austràlia entre altres països se la considera espècie invasora nociva.
A les Illes Balears i Canàries està catalogada com a espècie exòtica invasora. Entre altres, això implica que està prohibit comercialitzar-la i introduir-la al medi natural en aquest territori. Tampoc es poden reintroduir exemplars que hagin estat extrets de la natura.

## Etimologia
- Ipomoea, nom del gènere, que prové del grec ips, ipos = "cuc" i homoios = "semblança", per la forma voluble de les tiges.[3]
- indica, epítet botànic que significa que és origenària de l'Índia, la Xina o les Índies Oriental, en aquest cas de les Índies Orientals (Amèrica).[4]